# بيت نجاد (المحويت)

تعديل مصدري - تعديل

بيت نجاد هي إحدى قرى عزلة الغربي الاسفل بمديرية المحويت التابعة لمحافظة المحويت، بلغ تعداد سكانها 216 نسمة حسب تعداد اليمن لعام 2004.